# Шенвелькау
Шенвелькау (нім. Schönwölkau) — громада в Німеччині, розташована в землі Саксонія. Входить до складу району Північна Саксонія. Складова частина об'єднання громад Кростіц.
Площа — 49,15 км2. Населення становить 2597 ос. (станом на 31 грудня 2020).